# Sithon mariaba
Sithon mariaba är en fjärilsart som beskrevs av William Chapman Hewitson 1869. Sithon mariaba ingår i släktet Sithon och familjen juvelvingar. Inga underarter finns listade i Catalogue of Life.